# Олексіївська волость (Старобільський повіт)
Олексіївська волость — історична адміністративно-територіальна одиниця Старобільського повіту Харківської губернії із центром у слободі Олексіївка.
Станом на 1885 рік складалася з 10 поселень, 11 сільських громад. Населення — 8469 осіб (4259 чоловічої статі та 4210 — жіночої), 1237 дворових господарств.
|                     | Площа, десятин | У тому числі орної, дес. |
| ------------------- | -------------- | ------------------------ |
| Сільських громад    | 23382          | 21066                    |
| Приватної власності | 1633           | 1550                     |
| Іншої власності     | 134            | 100                      |
| Загалом             | 25149          | 22716                    |

Поселення волості станом на 1885:
- Олексіївка — колишня державна слобода при річці Біла за 18 верст від повітового міста, 1233 особи, 174 дворових господарства, православна церква, 2 лавки, 2 ярмарки на рік.
- Бунчуківка — колишній державний хутір, 979 осіб, 220 дворових господарств, молитовний будинок.
- Заїківка — колишній державний хутір при річці Біла, 641 особа, 220 дворових господарств.
- Коноплянка — колишній державний хутір, 530 осіб, 78 дворових господарств.
- Нещеретова — колишня державна слобода при річці Біла, 2365 осіб, 339 дворових господарств, православна церква, школа, 2 постоялих двори, 3 лавки, щорічний ярмарок.
- Паньків — колишній державний хутір, 557 осіб, 74 дворових господарства.
- Цілуйків — колишній державний хутір, 905 осіб, 142 дворових господарства.

Найбільші поселення волості станом на 1914 рік:
- слобода Олексіївка — 2041 мешканець;
- слобода Нещеретова — 3753 мешканці;
- слобода Цілуйків — 1667 мешканців;
- слобода Заїківка — 1174 мешканці;
- слобода Бунчуківка — 1671 мешканець.

Старшиною волості був Микола Арсенович Світличний, волосним писарем — Олексій Андріянович Головко, головою волосного суду — Тимофій Трохимович Царенко.